# سیارک ۸۸۵۳
سیارک ۸۸۵۳ (به انگلیسی: 8853 Gerdlehmann، نامگذاری:1991GC10) هشت هزار و هشتصد و پنجاه و سومین سیارک کشف شده‌است که در ۹ آوریل ۱۹۹۱ کشف شد.
قدر مطلق سیارک برابر ۱۴٫۵۰ است.